# Station Niedoradz
Station Niedoradz is een spoorwegstation in de Poolse plaats Niedoradz.